# 西川浩昭
西川 浩昭（にしかわ ひろあき、1962年4月 - ）は、日本の保健学者（保健学・公衆衛生・保健統計・計量生物学）。学位は博士（保健学）（東京大学・1996年）。聖隷クリストファー大学看護学部教授。
東邦大学医学部助手、筑波大学医療技術短期大学部助教授、筑波大学社会医学系助教授、筑波大学大学院人間総合科学研究科助教授、日本赤十字豊田看護大学看護学部教授、静岡県立大学看護学部教授、静岡県立大学大学院看護学研究科研究科長（第7代）などを歴任した。

## 来歴

### 生い立ち
1962年に生まれた。東京大学に進学し、東京大学医学部の保健学科に在籍した。1985年に卒業すると、同大学の大学院に進学し、医学系研究科の保健学専攻にて学んだ。1988年に修士課程を修了し、同年より東邦大学に勤務し、医学部の助手を務めた。なお、1996年には、母校である東京大学より博士（保健学）の学位を取得した。

### 研究者として
1998年より筑波大学に移り、同大学の医療技術短期大学部にて助教授に就任した。2002年より、筑波大学の社会医学系の助教授となった。2004年には、筑波大学の大学院にて人間総合科学研究科の助教授となった。2006年、日本赤十字豊田看護大学に転じ、看護学部の教授に就任した。その後、静岡県立大学に移り、看護学部の教授を務めている。なお、同大学では、大学院の看護学研究科でも教授を兼務している。2015年からは看護学研究科の第7代研究科長も務めた。その後、聖隷クリストファー大学に転じ、看護学部の教授に就任した。

## 研究
専門は保健学であり、公衆衛生や保健統計、さらに計量生物学といった分野を中心に研究している。特に、多変量解析を用いて医療分野に関する社会の構造を調査する研究が知られており、SPSSのソフトウェアなどを用いた分析を解説する共著なども著している。

## 略歴
- 1962年 - 誕生。
- 1985年 - 東京大学医学部卒業。
- 1988年 - 東京大学大学院医学系研究科修士課程修了。
- 1988年 - 東邦大学医学部助手。
- 1998年 - 筑波大学医療技術短期大学部助教授。
- 2002年 - 筑波大学社会医学系助教授。
- 2004年 - 筑波大学大学院人間総合科学研究科助教授。
- 2006年 - 日本赤十字豊田看護大学看護学部教授。

## 著作

### 共著
- 縣俊彦編著『基本医学統計学――EBM・医学研究・SASへの応用』4版、中外医学社、2004年。ISBN 9784498009790
- 柳井晴夫・緒方裕光編著『SPSSによる統計データ解析――医学・看護学、生物学、心理学の例題による統計学』現代数学社、2006年。ISBN 9784768703601